# Simão Sabrosa
Simão Pedro Fonseca Sabrosa, mer känd som Simão Sabrosa, född 31 oktober 1979 i Constantim, Portugal, är en portugisisk fotbollsspelare som för närvarande spelar för indiska NorthEast United. Han spelar som ytter. Han har tidigare spelat i det portugisiska landslaget, där han hade nr 11 och spelade totalt 85 landskamper.
Han är halv-arab, hans far kommer från Marocko.

## Karriär
Simão startade sin karriär i det portugisiska laget Sporting Lissabon och spelade mellan 1997 och 1999 53 ligamatcher för laget innan FC Barcelona köpte honom. Efter två säsonger i Barcelona med 46 ligamatcher och 3 mål flyttade han tillbaka till Portugal, denna gången till Benfica. 
I Benfica blev han med en gång en publikfavorit och nådde snabbt status som lagkapten. Han beskrevs ofta som Benficas bästa spelare under de sex år han tillbringade i klubben. Han var också en av Portugals bästa spelare under EM 2004. Under sina år i laget vann han den interna målskytteligan samtliga säsonger. Han gjorde totalt 95 mål på 230 matcher for Benfica, i tävlingsmatchsammanhang. 
Den 26 juli 2007 gick Benfica ut med att de hade accepterat ett bud på 20 miljoner dollar från Atlético Madrid på spelaren. Han gjorde 7 mål på 30 matcher i La Liga under sin första säsong i laget. Han gjorde även 3 mål på 6 matcher i UEFA cupen.
Den 22 december 2010 värvades han av den turkiska klubben Besiktas

## Landslaget

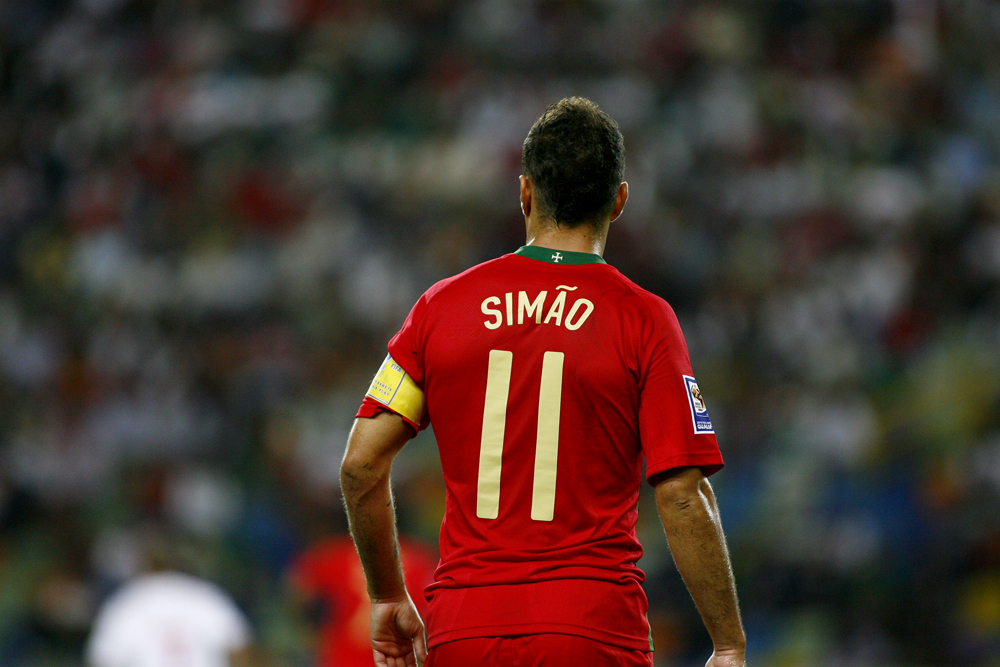
Simão i landslaget

Simãos karriär som landslagsspelare började redan när han var med och vann U16-EM 1996. Följande år började han spela för U18-landslaget för att senare bli ordinarie spelare i Portugals U21-landslag 1998. 
Simão gjorde sin debut för seniorlandslaget vid 19 års ålder den 18 november 1998, mot Israel. Rui Costa byttes ut till förmån för Simão och han gjorde ett av målen i 2–0-vinsten. 
Han deltog inte i VM 2002 på grund av en skada men han spelade i EM 2004 där Portugal slutade på andra plats efter förlust mot Grekland i finalen. Hans mest uppmärksammade prestation under turneringen var mot England i kvartsfinalen. Han blev inbytt i andra halvlek och spelade fram till Portugals kvitteringsmål i slutet på ordinarie speltid. Matchen fick avgöras på straffsparkar där Simão satte sin straff och Portugal gick vidare till final.
I VM 2006 gjorde han ett straffmål i den 24 matchminuten mot Mexiko. Portugal vann den matchen med 2–1. I kvartsfinalen mötte Portugal England igen och även denna match gick till straffsparkar. Simão gjorde ett av målen och Portugal gick vidare. Portugal förlorade sedan semifinalmötet mot Frankrike.

## Meriter
Benfica
- Portugisiska Ligan: 2005
- Portugisiska Supercupen: 2005
- Portugisiska cupen: 2004

Atlético Madrid
- Uefa Europa League: 2009/2010
- Uefa Super Cup: 2010

Beşiktaş
- Turkiska Cupen: 2011

Portugal
- UEFA Under-16 Championship: 1996

Individuella utmärkelser
- Portugisiska guldbollen (2005, SL Benfica)
- Portugals årets spelare (2007, SL Benfica)